# El Sistema

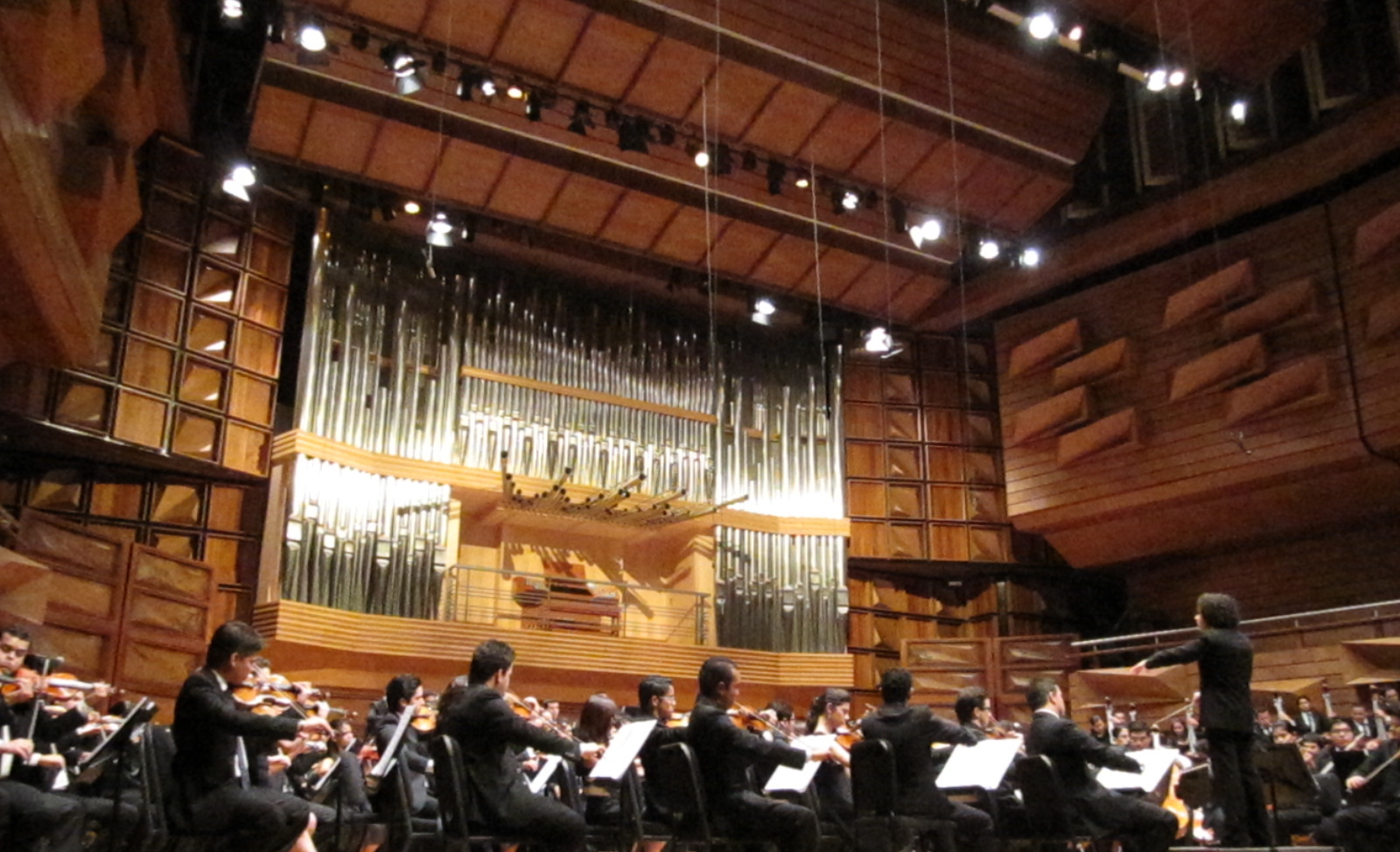
Gustavo Dudamel em concerto no Centro de Acción Social para la Música, Caracas.

El Sistema ("O Sistema") é um modelo didático musical, idealizado e criado na Venezuela por José Antonio Abreu, que consiste em um sistema de educação musical pública, difuso e capilarizado, com acesso gratuito e livre para crianças e jovens adultos de todas as camadas sociais.
El sistema é gerido pela Fundación del Estado para el Sistema Nacional de las Orquestas Juveniles e Infantiles de Venezuela (FESNOJIV), órgão estatal venezuelano responsável pela manutenção de  mais de 125 orquestras (sendo 30 orquestras sinfônicas) e coros juvenis, e pela educação de mais de 350.000 estudantes, em 180 núcleos distribuídos pelo território venezuelano.
Segundo a definição da própria FESNOJIV , El Sistema visa organizar sistematicamente a educação musical e promover a prática coletiva da música através de orquestras sinfônicas e coros, como meio de organização e desenvolvimento da comunidade.
A importância desse método não é apenas artística. A maior parte dos jovens músicos de El Sistema provém das camadas mais carentes da população. Nas orquestras e coros, através de muito empenho pessoal e  disciplina, o jovem encontra na música  uma via de desenvolvimento intelectual e promoção  social.

## História
José Antonio Abreu, economista e músico, fundou El Sistema em 1975, com o nome de Acción Social para la Música, e tornou-se seu diretor. Desde então conseguiu desenvolver o projeto  com o apoio de instituições governamentais, que, ao longo de quase 40 anos desde a fundação, foram ora progressistas, ora conservadoras. O governo de Hugo Chávez foi o mais generoso com El Sistema, chegando a bancar quase inteiramente o seu orçamento. 
Atualmente, ligado ao Ministério da Família, do Esporte e da Saúde (e não ao Ministério da Cultura), El Sistema tem como objetivo principal a proteção social dos jovens mais pobres e também a sua reabilitação, nos casos de envolvimento com abuso de drogas e práticas criminosas. 
Alguns dos estudantes chegaram a fazer uma carreira internacional, a exemplo dos maestros Gustavo Dudamel, Dietrich Paredes, Christian Vasquez e Diego Matheuz, do contrabaixista dos Berliner Philharmoniker, Edicson Ruiz,  do violista Joen Vazquez, da Pittsburgh Symphony Orchestra, do flautista Pedro Eustache,  do violinista e maestro Edward Pulgar e da  maestrina Natalia Luis-Bassa.

## Filmografia
Em 2004 foi feito um documentário sobre El Sistema, dirigido por  Alberto Arvelo, intitulado Tocar y Luchar. O filme obteve vários prêmios, como o de melhor documentário no Cine Las Americas International Film Festival e 'Albuquerque Latino Film Festival. Em 2008, foi produzido um outro filme, El Sistema, dirigido por Paul Smaczny e Maria Stodtmeier.

## Difusão Internacional
Em 2015, o modelo de El Sistema já havia sido adotado por 42 países da Europa, dentre os quais Portugal.

### Em Portugal

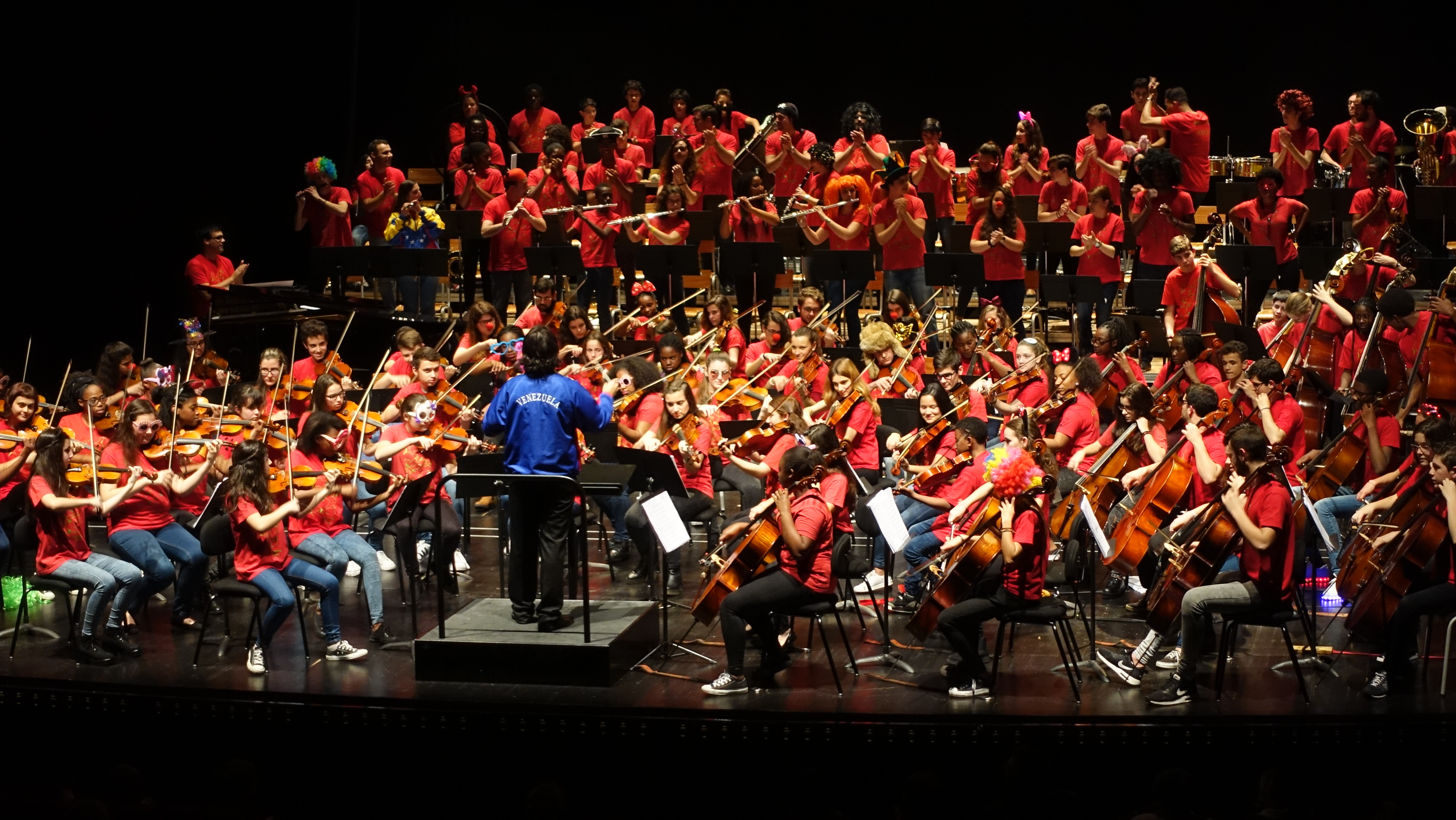
A orquestra geração a atuar no Theatro Circo

A Orquestra Geração/Sistema Portugal foi criada em 2007 por António Wagner Diniz, diretor adjunto da Escola de Música do Conservatório Nacional, e Jorge Miranda, na época diretor de Educação Cultural na Câmara Municipal da Amadora. A ideia era construir uma rede de orquestras juvenis composta por alunos de escolas problemáticas na área metropolitana de Lisboa para que no final todos pudessem tocar juntos.
Em 2015, integra mais de 900 alunos e abrange 18 escolas da zona metropolitana de Lisboa, mais quatro em Coimbra.